# Bill Moseley

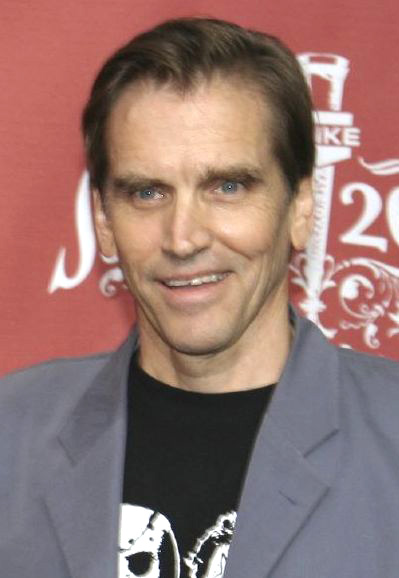
Bill Moseley, 2007

William „Bill“ Moseley (* 11. November 1951 in Barrington, Illinois) ist ein US-amerikanischer Schauspieler.
Nach dem Besuch der Highschool folgte ein Studium an der renommierten Yale University in New Haven (Connecticut). Danach arbeitete er zunächst als Journalist und schrieb unter anderem für die US-Magazine Omni, National Lampoon und Psychology Today.
Mit 31 Jahren hatte er dann sein Filmdebüt in Endangered Species. Es folgten Auftritte in Texas Chainsaw Massacre 2 und Pink Cadillac mit Clint Eastwood. Bill Moseley spielt überwiegend in Horror-Filmen wie zum Beispiel Die Rückkehr der Untoten und Armee der Finsternis mit. Unter anderem war er in Rob Zombies The Devil’s Rejects als psychopathischer Killer Otis B. Driftwood zu sehen.

## Filmografie (Auswahl)
- 1982: Endangered Species
- 1986: Osa – Terror beherrscht die Welt (Osa)
- 1986: Texas Chainsaw Massacre 2 (The Texas Chainsaw Massacre Part 2)
- 1988: Mamba
- 1988: Der Blob (The Blob)
- 1989: Pink Cadillac
- 1990: Die Rückkehr der Untoten (Night of the Living Dead)
- 1991: Wolfsblut (White Fang)
- 1992: Liebling, jetzt haben wir ein Riesenbaby (Honey I Blew Up the Kid)
- 1993: Armee der Finsternis (Army of Darkness)
- 1994: Getaway (The Getaway)
- 2000: Convent (The Convent)
- 2002: Essence of Echoes
- 2003: Haus der 1000 Leichen (House of 1000 Corpses)
- 2005: The Devil’s Rejects
- 2006: Seven Deadly Demons
- 2006: Thr3e
- 2007: Halloween
- 2008: Dead Air
- 2008: Alphabet Killer (The Alphabet Killer)
- 2008: Alone in the Dark II
- 2008: Repo! The Genetic Opera
- 2008: Babysitter Wanted
- 2009: Blood Night
- 2009: The Graves
- 2010: 2001 Maniacs 2 – Es ist angerichtet (2001 Maniacs: Field of Screams)
- 2012: The Devil’s Carnival
- 2013: Texas Chainsaw 3D
- 2014: Charlies Farm
- 2016: Die Horde (The Horde)
- 2017: Boar
- 2019: Shed of the Dead
- 2019: 3 from Hell
- 2019: Slasher (Fernsehserie, 2 Folgen)
- 2021: Prisoners of the Ghostland
- 2024: Stream

## Veröffentlichungen der Cornbugs
- Spot the Psycho (1999)
- Cemetery Pinch (2001)
- How Now Brown Cow (2001)
- Brain Circus (2004)
- Donkey Town (2004)
- Rest Home for Robots (2005)
- Skeleton Farm (2005)
- Celebrity Psychos (2005)
- Quackers! (DVD, 2006)
- Headcheese (DVD, 2007)